# Постевой, Сергей Игнатьевич
Серге́й Игна́тьевич Постево́й (7 октября 1921 — 26 мая 2000) — командир миномётного взвода 204-го гвардейского стрелкового полка 69-й гвардейской стрелковой дивизии 4-й гвардейской армии 2-го Украинского фронта, гвардии лейтенант, Герой Советского Союза. Полковник внутренней службы.

## Биография
Родился 7 октября 1921 года в деревне Глыбочка Трубчевского уезда Брянской губернии. в семье крестьянина. Русский. Окончил 7 классов. В 1939 году призван в ряды РККА; после увольнения из Красной армии работал в пожарной охране. В июне 1941 году окончил Ленинградскую школу пожарной охраны. Работал начальником караула в пожарной охране в городе Москве. В 1943 году был вновь призван в ряды Красной армии и направлен в Рязанское пулемётное училище.
На фронте с августа 1943 года, гвардии лейтенант, командир миномётного взвода 204-го гвардейского стрелкового полка, 69-й гвардейской стрелковой дивизии. Боевой путь начал, освобождая город Ахтырку Сумской области.
25 января 1944 года, в ходе в боёв под Корсунь-Шевченковским, на пути миномётной батареи, в которой служил Сергей Постевой, оказалось занятое немецкими войсками село Оситняжка Златопольского района Кировоградской области. Командир батареи капитан М. Н. Закалин и командир взвода лейтенант Постевой направились на рекогносцировку с целью выбора места для огневой позиции батареи.
Выбрав позицию, офицеры решили устроить засаду с целью захватить «языка». Вскоре показался немецкий бронетранспортёр. Брошенная граната не причинила ему вреда, на помощь атакованному бронетранспортёру немцами были отправлены 3 танка. Закалин и Постевой были вооружены только пистолетами, и ввиду явного превосходства сил противника Закалин приказал отходить. При отступлении командир миномётной батареи капитан Закалин был убит.
Лейтенант Постевой сумел вернуться в расположение своей части. Взяв автомат и 4 противотанковые гранаты, Сергей Постевой отправился на место гибели командира. Обнаружив тело Закалина, решил устроить засаду, чтобы отомстить за гибель командира и боевого товарища.
Постевой оборудовал позицию в месте, где дорога от немецких позиций спускалась в ложбину, и замаскировал её. Через некоторое время показалось два немецких танка. Лейтенант Постевой атаковал последнюю машину. Брошенной гранатой был уничтожен танк и немецкая пехота, ехавшая на нём. Экипаж был расстрелян из автомата. Сменив место засады, лейтенант Постевой дождался ещё одного немецкого танка. Подбив противотанковой гранатой гусеницу, автоматным огнём уничтожил выбравшийся экипаж. Вылазка Постевого привела к тому, что фашисты, потеряв два танка, решили покинуть Оситняжку. Постевой принял решение атаковать пехотную колонну, вышедшую из деревни. Гранатой и огнём из автомата сумел полностью уничтожить отряд немецкой пехоты. После окончания боя с телом командира вернулся в расположение части.
Итогом боя стало уничтожение гвардии лейтенантом Сергеем Игнатьевичем Постевым 2 танков и 42 человек живой силы противника (в воспоминаниях генерала Н. И. Бирюкова указано, что Постевой уничтожил танк и самоходную артиллерийскую установку).
Указом Президиума Верховного Совета СССР от 13 сентября 1944 года за образцовое выполнение боевых заданий командования на фронте борьбы с немецкими захватчиками и проявленные при этом отвагу и геройство Сергею Игнатьевичу Постевому было присвоено звание Героя Советского Союза с вручением ордена Ленина и медали «Золотая Звезда» (№ 3497).
Войну С. И. Постевой закончил в Австрии. В 1947 году уволен из рядов Советской Армии.
Вернулся в Московскую пожарную охрану на должность начальника караула. Затем был начальником 4-й пожарной части Московской пожарной охраны, в 1972 году был назначен командиром войсковой части 5104, с 1972 по 1988 возглавлял учебный полк Управления пожарной охраны ГУВД Москвы. После ухода в 1988 году в запас работал на должности младшего научного сотрудника пожарно-технического центра, а также возглавлял Совет ветеранов Управления пожарной охраны Москвы.
С 18 апреля 2000 года Московский учебный центр ФПС носит имя С.И. Постевого.
С. И. Постевой воспитывал дочь Постевую Ирину Сергеевну и 2-х внуков Постевого Анатолия Александровича и Постевого Александра Александровича.
Член КПСС с 1944 года. Скончался 26 мая 2000 года в Москве. Похоронен на Востряковском кладбище.
Автор книги воспоминаний «Вызываем огонь на себя» (М., 1998).

## Награды
- Звание Герой Советского Союза с вручением медали «Золотая Звезда» (№ 3497);
- орден Ленина;
- два ордена Отечественной войны I степени;
- орден Отечественной войны II степени;
- орден Трудового Красного Знамени;
- медали.